# 炸薬
炸薬（さくやく、英：explosive エクスプローシヴ）は、爆弾などに詰めて、爆発（炸裂）させるのに用いるもの。火薬の一種。命中した時に爆発して破壊効果を発揮するための爆発物のことをいう。主に日本海軍で用いられた用語。
地雷や砲弾、魚雷などに用いられる。これらの爆発の威力は炸薬がいかに速く燃焼するかにかかっており、性能を維持・向上させるために不可欠な要素となる反面、取り扱いや保管においても安全性を高めるため、火薬の中でも信管以外によるいかなる衝撃や加熱によっても爆発しない鈍感な性質のものが理想とされる。
創作上では装薬(ガンパウダー)と炸薬(爆薬)の混同が時折見られる事があるが、 軍事において火薬は装薬（＝発射薬）を指し、破壊用の火薬類は爆薬もしくは炸薬と呼ばれるため、これを発射薬とするのは基本的に間違いである。

## 概要
日本の火薬取締法においては炸薬は爆薬として定義され、主に以下の分類される。
- 雷汞、アジ化鉛、その他の起爆薬
- 硝安爆薬、塩素酸カリ爆薬、カーリツトその他硝酸塩、塩素酸塩又は過塩素酸塩を主とする爆薬
- ニトログリセリン、ニトログリコール及び爆発の用途に供せられるその他の硝酸エステル
- ダイナマイトその他の硝酸エステルを主とする爆薬
- 爆発の用途に供せられるトリニトロベンゼン、トリニトロトルエン、ピクリン酸、トリニトロクロルベンゼン、テトリル、トリニトロアニソール、ヘキサニトロジフエニルアミン、トリメチレントリニトロアミン、ニトロ基を三以上含むその他のニトロ化合物及びこれらを主とする爆薬
- 液体酸素爆薬その他の液体爆薬
- 上記の他に爆薬と同等に破壊的爆発の用途に供せられる爆薬で経済産業省令で定めるもの

## 砲弾・爆弾等に使われる炸薬の種類
発射薬（推進薬）
- 黒色火薬
- 無煙火薬

炸薬類
- 下瀬火薬（ピクリン酸）：当時の日本軍の炸薬の主力であった[3]。
- TNT：第二次世界大戦では各国で多用された。
- RDX（ヘキソーゲン）：第二次世界大戦で使われた可塑性の炸薬
- HBX爆薬
- PBX爆薬
- 可塑性爆薬